# Thái Bình Đạo
Thái Bình Đạo (太平道) là một giáo phái thành lập trong giai đoạn đầu của Đạo giáo, xuất hiện từ đời Đông Hán trong lịch sử Trung Quốc, triều vua Thuận Đế (tại vị 126-144) về sau, như là kết quả tự nhiên của học thuyết Hoàng Lão và thần tiên phương thuật thịnh hành bấy giờ.

## Khởi nguồn
Tổ chức Đạo giáo đời Đông Hán tại Trung Quốc thoạt tiên phát khởi từ dân gian, chủ yếu là Thái Bình Đạo ở phương Đông và Ngũ Đấu Mễ Đạo ở phương Tây Nam. Theo truyện Tương Khải trong Hậu Hán Thư đã chép, Vu Cát [于吉] là một phương sĩ ở Lang Nha 琅琊 (nay ở phía Bắc của Lâm Cân 臨沂 tỉnh Sơn Đông) sáng tác một quyển Thần Thư 神書 (tức Thái Bình Thanh Lĩnh Kinh 太平青領經, gọi tắt là Thái Bình Kinh 太平經, gồm 170 quyển) và một đệ tử của Vu Cát đã dâng sách này cho vua Hán Thuận Đế (tại vị 126-144). Được xem là kinh điển tối yếu trong giai đoạn ban đầu hình thành Đạo giáo, quyển đạo kinh này bàn về phụng thờ trời đất, thuận theo âm dương ngũ hành, tảo trừ đại loạn, giúp thiên hạ thái bình, sách còn bàn sự hưng phế của quốc gia, phương pháp dưỡng sinh, cách tu luyện thành thần tiên, bùa chú, v.v... Triều đình cho rằng đây là sách tà đạo nên tịch thu. Theo Tam Quốc Chí, Vu Cát đến đất Cối và Ngô (nay là huyện Cối Kê của Chiết Giang và huyện Ngô của Giang Tô) lập tịnh xá, đốt hương tụng đọc đạo thư, tế tạo phù lục bùa chú, lấy nước trị bệnh, thu hút đông đảo quần chúng. Tôn Sách cho là tà đạo nên giết Vu Cát. Tuy nhiên, Thái Bình Kinh lại lưu truyền trong dân gian. Bấy giờ là cuối đời Đông Hán, bọn ngoại thích và hoạn quan lũng đoạn triều chính, cường hào và địa chủ nắm giữ đất đai, lại thêm bệnh dịch lưu hành, nên nông dân điêu linh thống khổ đến nỗi đã nổi loạn. Nhân dịp này, Trương Giác đã lợi dụng Thái Bình Kinh để lập giáo, tên gọi là Thái Bình Đạo, qua đó quy tụ nông dân để khởi nghĩa gọi là «Hoàng Cân nông dân khởi nghĩa».

## Hoạt động
Năm Kiến Ninh 建寧 (168-172) đời Hán Linh Đế 漢靈帝, Trương Giác bắt đầu truyền đạo, tự xưng là Đại Hiền Lương Sư 大賢良師. Giáo pháp chủ yếu sử dụng tư tưởng Hoàng Lão, thuyết âm dương ngũ hành, các loại bùa chú phù lục, và kính thờ thần Trung Hoàng Thái Nhất 中黃太一. Trương Giác lấy nước bùa (phù thủy) trị bệnh, bệnh nhân phải cúi đầu sám hối thì bệnh mau khỏi. Nhiều người lành bệnh, còn ai không khỏi bệnh thì Trương Giác giải thích là vì thiếu đức tin. Số người tin và theo đạo dần dần gia tăng, nên Trương Giác thu nhận đệ tử, rồi cắt cử 8 đại đệ tử đến các địa phương khác để truyền đạo. Sau 10 năm, tín đồ của Trương Giác tăng lên đến 10 vạn, trải khắp 8 châu như: Thanh 青, Từ 徐, U 幽, Ký 冀, Kinh 荊, Dương 揚, Duyện 兗, Dự 豫.
Khoảng năm Quang Hòa 光和 (179-181), Trương Giác tổ chức tín đồ theo biên chế quân đội: Tín đồ phân làm 36 đơn vị gọi là phương 方 (dùng thông với chữ phường 坊); đại phương thì có trên một vạn người, tiểu phương thì có 6 hay 7 ngàn người. Người thống lĩnh mỗi phương gọi là cừ soái 渠帥. Ba anh em Trương Giác noi theo quan niệm tam tài (thiên-địa-nhân) mà xưng hiệu: Trương Giác là Thiên Công tướng quân 天公將軍, Trương Bảo 張寶 là Địa Công tướng quân 地公將軍, và Trương Lương 張梁 là Nhân Công tướng quân 人公將軍. Đồng thời, Trương Giác lợi dụng sấm ngữ để tuyên truyền khắp nơi: «Trời Xanh [tức nhà Hán] đã chết, Trời Vàng phải lập, vào năm Giáp Tý, thiên hạ thái bình.» (Thương Thiên dĩ tử, Hoàng Thiên đương lập, tuế tại Giáp Tý, thiên hạ thái bình 蒼天已死黃天當立歲在甲子天下太平). Sau đó ông sai đệ tử dùng đất sét trắng viết chữ Giáp Tý trên các cổng thành, trên tường vách khắp các phủ, huyện, quận, châu. Trương Giác chọn ngày 5 tháng 3 năm Giáp Tý (năm 184) để khởi nghĩa. Sự ấn định này căn cứ vào Thái Bình Kinh, quyển 39: «Năm Giáp Tý, ngày Đông Chí, trời đất bắt đầu trỗi dậy. […] Vạn vật sinh ra, đều lấy Giáp làm đầu, Tý làm gốc. Vậy, lấy Giáp Tý làm thứ tự phát xuất.» (Giáp Tý tuế dã, Đông Chí chi nhật dã, thiên địa chính thủy khởi vu thị dã. […] Phàm vật sinh giả, giai dĩ Giáp vi thủ, Tý vi bản. Cố dĩ thượng Giáp Tý tự xuất chi dã 甲子歲也冬至之日也天地正始起于是也凡物生者皆以甲為首子為本故以上甲子序出之也). Kinh lại nói: «Tam ngũ khí hòa, nhật nguyệt thường chiếu sáng, chính là thái bình.» (Tam ngũ khí hòa, nhật nguyệt thường quang minh, nãi vi thái bình 三五氣和日月常光明乃為太平).
Trương Giác mua chuộc một hoạn quan tên Phong Tư 封諝 làm nội ứng, và ra lệnh đại phương của Mã Nguyên Nghĩa 馬元義 hợp với vài vạn dân ở Kinh Châu 荊州 và Dương Châu 揚州 kéo binh đánh Nghiệp Thành 鄴城, ở Ký Châu 冀州, vào ngày giờ đã định. Nhưng chưa đến ngày khởi nghĩa thì một đệ tử của Trương Giác tên là Đường Chu 唐周 ở Tế Nam 濟南 đi tố giác với triều đình. Triều đình sai Hà Tiến đánh dẹp Mã Nguyên Nghĩa, đồng thời bắt giam bọn hoạn quan Phong Tư. Sự việc bại lộ, Trương Giác bèn khởi binh trước thời hạn một tháng (tức vào tháng 2). Triều đình phái thêm Lô Thực 廬植, Hoàng Phủ Tung 皇甫嵩, và Chu Tuấn 朱俊 đánh dẹp quân Hoàng Cân. Ngoại trừ Thanh Châu và Từ Châu, tín đồ Thái Bình Đạo khắp 6 châu hưởng ứng cuộc khởi nghĩa, sự kiện này gây chấn động kinh đô. Đánh nhau suốt 10 tháng, quân Hoàng Cân bị đại bại. Trương Giác bị bệnh chết. Đến năm 188, tàn binh của quân Hoàng Cân lại tái khởi nghĩa tại Thanh Châu và Từ Châu, nhưng cũng bại trận. Thành phần cốt cán của Thái Bình Đạo tử trận rất nhiều. Giáo phái này tan rã, và các tín đồ còn lại đành gia nhập Ngũ Đấu Mễ Đạo.

## Kết cục
Tuy đã suy vong nhưng Thái Bình Đạo vẫn còn ảnh hưởng mạnh mẽ các giáo phái về sau. Những quan niệm về thuật số, gậy 9 khúc (cửu tiết trượng 九節杖) mà Trương Giác từng dùng, áo vàng mũ vàng của đạo sĩ, cách dùng phù thủy và bùa chú trị bệnh, v.v... của Thái Bình Đạo đều được các giáo phái về sau kế thừa. Minh Giáo 明教 đời Đường và đời Tống đã tôn Trương Giác làm giáo chủ. Bạch Liên Giáo 白蓮教 đời Thanh khởi nghĩa tại Tứ Xuyên và Thiểm Tây đã cải biên câu sấm ngữ của Trương Giác: «Hoàng Thiên tương tử, Thương Thiên đương sinh, đại kiếp tại nhĩ, nhân dân hữu nạn.» 黃天將死蒼天當生大劫在邇人民有難 (Trời vàng sắp chết, Trời xanh phải sinh, kiếp lớn đến gần, nhân dân gặp nạn.)